# Rossore
Il rossore è l'aumento del normale colorito della cute, nonché di mucose e di organi, dovuto a un aumento del flusso sanguigno nei capillari superficiali di taluni o tutti tali distretti corporei oppure a un aumento della quantità di emoglobina contenuta negli eritrociti o del numero degli eritrociti, anche in presenza di normale flusso sanguigno. Rappresenta un segno clinico dello stato di sanguificazione.

## Patogenesi
Si possono distinguere due tipologie di rossore:
- rossore a insorgenza rapida
  - da vasodilatazione endogena, come avviene nell'allergia, che si presenta una scarica di molecole vasoattive, come l'istamina, che dilatano le arteriole cutanee, generando inoltre ipotensione; può essere localizzato, in particolar modo a viso, collo e torace, in situazioni emozionali (imbarazzo, vergogna, ira), nelle vampate di calore che caratterizzano la menopausa e nei flush dovuti a carcinoide (tipicamente di color violaceo) o a carcinoma midollare della tiroide; si tratta anche di uno dei segni cardine dell'infiammazione (rubor)
  - da vasodilatazione esogena, per somministrazione o assunzione di composti chimici, come avviene con Acido nicotinico, nitroglicerina, nitrati, nitrito di amile, calcioantagonisti, oppure piuttosto tipicamente con il consumo di etanolo; può essere localizzato, soprattutto al volto, in caso di febbre di importante entità
- rossore a insorgenza lenta
  - da vasodilatazione, come nel caso dell'ipertiroidismo o della chetoacidosi diabetica
  - da poliglobulia primitiva o secondaria